# Kevin Kipkorir
Kevin Kipkorir (* 1. August 1994) ist ein kenianischer Sprinter, der sich auf den 400-Meter-Lauf spezialisiert hat.

## Sportliche Laufbahn
Erste internationale Erfahrungen sammelte Kevin Kipkorir bei den World Athletics Relays 2024 in Nassau, bei denen er mit der kenianischen Mixed-Staffel über 4-mal 400 Meter eine Direktqualifikation für die Olympischen Spiele in Paris verpasste. Anschließend schied er bei den Afrikameisterschaften in Douala mit 46,01 s im Halbfinale über 400 Meter aus und gewann mit der Staffel in 3:02,34 min gemeinsam mit Kelvin Sane Tauta, David Sanayek Kapirante und Brian Onyari Tinega die Silbermedaille hinter dem botswanischen Team. 

## Persönliche Bestzeiten
- 400 Meter: 45,25 s, 22. Mai 2024 in Nairobi